# Aveleda (Lousada)
Aveleda ist eine portugiesische Gemeinde (Freguesia) im Kreis (Concelho) von Lousada. In ihr leben 2127 Einwohner (Stand 19. April 2021).

## Geschichte
Die heutige Gemeinde entstand vermutlich im Zuge der einsetzen Wiederbesiedlungen während der Reconquista. Erstmals erwähnt wurde der Ort 1098. Als eigenständige Gemeinde namens Auelaneda wurde sie 1117 vermerkt.

## Kultur und Sehenswürdigkeiten
Die spät-romanische Gemeindekirche Igreja Matriz de Aveleda (nach ihrem Schutzpatron auch Igreja de São Salvador, dt.: Erlöserkirche) wurde im 13. Jahrhundert errichtet und zeigt im Inneren Rokoko-Dekor.
Neben der Kapelle Capela de São Bartolomeu steht zudem die mittelalterliche Steinbrücke Ponte de Vilela unter Denkmalschutz.